# Twiningia bicolor
Twiningia bicolor är en insektsart som beskrevs av Ball 1909. Twiningia bicolor ingår i släktet Twiningia och familjen dvärgstritar. Inga underarter finns listade i Catalogue of Life.